# Matías Abisab
Matías Abisab, vollständiger Name Matías Alberto Abisab Gutiérrez, (* 10. September 1993 in Montevideo) ist ein uruguayischer Fußballspieler.

## Karriere

### Verein
Matías Abisab stand mindestens seit der Clausura 2012 im Erstligakader des in Montevideo ansässigen Vereins Bella Vista. In jener Halbserie sind zwölf Einsätze (ein Tor) in der Primera División für ihn verzeichnet. In der Folgesaison 2012/13 stehen für ihn 27 Erstligaeinsätze – allesamt in der Startelf – und drei Torerfolge zu Buche. Am Saisonende stieg sein Verein ab. Abisab wechselte sodann zum Erstligisten Club Atlético Cerro. In der Spielzeit 2013/14 absolvierte er zehn Ligaspiele und erzielte drei Treffer. In der Saison 2014/15 wurde er in 23 Erstligaspielen ohne persönlichen Torerfolg eingesetzt. Während der Spielzeit 2015/16 kam er in sieben Ligaspielen (kein Tor) zum Einsatz. Ende Juli 2016 wechselte er zum Zweitligisten Deportivo Maldonado. In der Saison 2016 absolvierte er elf Zweitligaspiele (sechs Tore). Während der Spielzeit 2017 wurde er 22-mal in der zweithöchsten uruguayischen Spielklasse eingesetzt.
Zur Saison 2018 wechselte er zum Ligakonkurrenten Sud América und ein Jahr später zum CA Rentistas, mit dem er in die dritte Liga abstieg. Abisab zog es zum Cusco FC nach Peru, wo er mit seinem Team aus der Liga 1 abstieg, jedoch den direkten Wiederaufstieg schaffte. Er schloss sich 2023 UTC an und wechselte nach einem Jahr zum chilenischen Zweitligisten Deportes Temuco, für den er ebenfalls ein Jahr auflief. Danach unterschrieb der Mittelfeldspieler bei Club Blooming in Boliviens höchster Speiklasse.

### Nationalmannschaft
Abisab feierte am 5. September 2012 sein Debüt in der von Juan Verzeri trainierten U-20-Nationalmannschaft Uruguays im mit 2:0 gewonnenen Freundschaftsspiel gegen die paraguayische Auswahl. Er gehörte dem Aufgebot der uruguayischen U-20-Auswahl bei der U-20-Südamerikameisterschaft 2013 in Argentinien an und bestritt während des Turniers eine Partie. Insgesamt absolvierte er sechs Länderspiele in dieser Altersklasse.